# 1. sydlige breddekreds
Den 1. sydlige breddekreds (eller 1 grad sydlig bredde) er en breddekreds, der ligger 1 grad syd for ækvator. Den løber gennem Atlanterhavet, Afrika, det Indiske Ocean, Sydøstasien, Australasien, Stillehavet og Sydamerika.